# 王士英 (崇禎進士)
王士英（？年—？年），字含夫，號述小，南直隶揚州府兴化县人。明末政治人物。

## 生平
崇祯三年（1630年）庚午科应天府乡试第三名舉人，崇祯七年（1634年）甲戌科三甲一百十名进士，兵部观政，本年十月授北直隶枣强县知县，十年调真定县。